# Otto Rösch

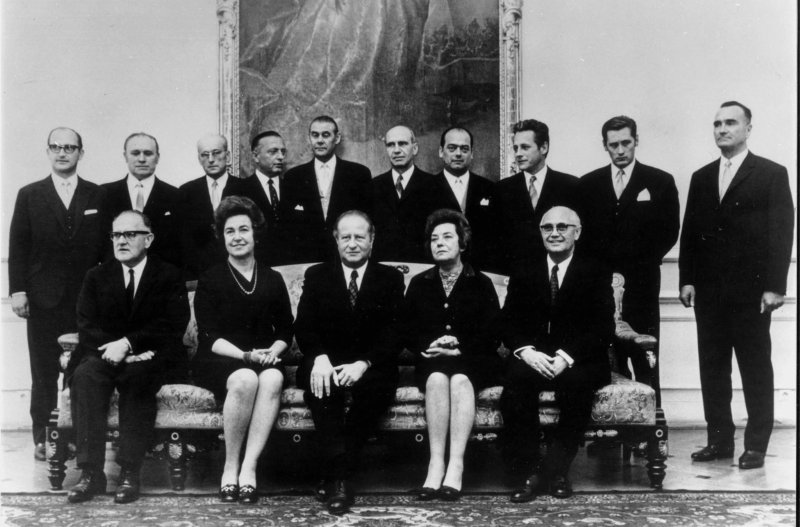
Otto Rösch (stehend, fünfter von links) im Kabinett Kreisky I (1970)

Otto Franz Rösch (* 24. März 1917 in Wien; † 3. November 1995 ebenda) war ein österreichischer Politiker der SPÖ. Bis 1945 war er Mitglied der NSDAP und unterrichtete in einer Nationalpolitischen Erziehungsanstalt (Napola). Von 1970 bis 1977 war Rösch Innenminister Österreichs, anschließend bis 1983 Minister für Landesverteidigung.

## Leben
Otto Rösch studierte an den Universitäten Wien und Graz Rechtswissenschaften und Philosophie und war dann als Angestellter tätig. Nach dem Anschluss Österreichs beantragte er am 8. Oktober 1938 die Aufnahme in die NSDAP und wurde zum 1. Januar 1940 aufgenommen (Mitgliedsnummer 8.525.796). Ebenso war er Mitglied im „NS-Soldatenring“.
Während des Krieges war er Lehrer in der NPEA/Napola Traiskirchen, einer NSDAP-Eliteschule zur Heranbildung des nationalsozialistischen Führernachwuchses. Nach dem Zweiten Weltkrieg war Rösch bei der „Heimkehrer-Hilfs- und -Betreuungsstelle“ tätig – einem Vorläufer des Österreichischen Kameradschaftsbundes – und war zudem in Neonazi-Aktivitäten verstrickt. Er wurde am 8. Dezember 1947 unter dem Verdacht der Gruppe Soucek anzugehören verhaftet. Diese Gruppe half hohen Nationalsozialisten bei der Flucht ins Ausland. In Röschs Besitz fand sich ein Koffer mit gefälschten Ausweisformularen und Stempeln. Rösch konnte jedoch glaubhaft machen, vom Inhalt des Koffers keine Kenntnis gehabt zu haben und wurde 1949 aus Mangel an Beweisen freigesprochen. Später gab er an, der rote Innenminister Helmer habe ihn als Spitzel in die Untergrundgruppe geschickt.
Rösch begann seine politische Karriere in sozialistischen Jugendorganisationen. Er war von 1951 bis 1953 Mitglied des österreichischen Bundesrats, von 1953 bis 1959 Abgeordneter im Landtag Steiermark. In den schwarz-roten Regierungen von 1959 bis 1966 amtierte Rösch als Staatssekretär im Bundesministerium für Landesverteidigung. In dieser Funktion stellte er den sogenannten Rösch-Plan auf, in dem er eine Verkürzung der Zeit der Wehrpflicht von 9 bis 15 Monaten auf einen sechsmonatigen Grundwehrdienst vorschlug. Dieses Gesetzesvorhaben wurde 1971 realisiert. Von 1966 bis 1970 war er Mitglied der Niederösterreichischen Landesregierung.
Mit Beginn der Ära Bruno Kreisky kam Rösch 1970 in die österreichische Bundesregierung. Er war eines von vier ehemaligen NSDAP-Mitgliedern in Kreiskys erstem Kabinett. Von 1970 bis 1977 war Rösch Innenminister und von 1977 bis 1983 Bundesminister für Landesverteidigung. Als die SPÖ
1971 die absolute Mehrheit errang, wurde Rösch zudem als Abgeordneter zum österreichischen Nationalrat gewählt, dem er drei Legislaturperioden bis 1983 angehörte. Zum Abschluss seiner politischen Karriere war er von 1983 bis 1991 Präsident des Pensionistenverbandes Österreichs, der der SPÖ nahesteht.
Aufsehen erregte, dass Rösch als Minister und Repräsentant der Republik den Terroristen Carlos nach dem Überfall in der Wiener Innenstadt im Dezember 1975 auf dem Flughafen Wien-Schwechat mit Handschlag verabschiedet hatte.